# Canton des Terres des Luys et Coteaux du Vic-Bilh
Le canton des Terres des Luys et Coteaux du Vic-Bilh est une circonscription électorale française du département des Pyrénées-Atlantiques.

## Histoire
Un nouveau découpage territorial des Pyrénées-Atlantiques entre en vigueur à l'occasion des élections départementales de 2015. Il est défini par le décret du 25 février 2014, en application des lois du 17 mai 2013 (loi organique 2013-402 et loi 2013-403). Les conseillers départementaux sont, à compter de ces élections, élus au scrutin majoritaire binominal mixte. Les électeurs de chaque canton élisent au Conseil départemental, nouvelle appellation du Conseil général, deux membres de sexe différent, qui se présentent en binôme de candidats. Les conseillers départementaux sont élus pour 6 ans au scrutin binominal majoritaire à deux tours, l'accès au second tour nécessitant 12,5 % des inscrits au 1er tour. En outre la totalité des conseillers départementaux est renouvelée. Ce nouveau mode de scrutin nécessite un redécoupage des cantons dont le nombre est divisé par deux avec arrondi à l'unité impaire supérieure si ce nombre n'est pas entier impair, assorti de conditions de seuils minimaux. Dans les Pyrénées-Atlantiques, le nombre de cantons passe ainsi de 52 à 27.
Le canton des Terres des Luys et Coteaux du Vic-Bilh est formé de communes des anciens cantons de Lembeye (30 communes), de Thèze (19 communes), de Garlin (19 communes), de Lescar (2 communes) et de Morlaàs (2 communes). Il est entièrement inclus dans l'arrondissement de Pau. Le bureau centralisateur est situé à Serres-Castet.

## Représentation
| Période élective | Période élective | Mandat | Mandat   | Identité        | Nuance | Nuance | Qualité                                                     |
| ---------------- | ---------------- | ------ | -------- | --------------- | ------ | ------ | ----------------------------------------------------------- |
| 2015             | 2021             | 2015   | 2021     | Geneviève Bergé |        | UDI    | Retraitée, conseillère municipale de Sauvagnon              |
| 2015             | 2021             | 2015   | 2021     | Charles Pélanne |        | DVD    | Agriculteur, maire de Mont-Disse                            |
| 2021             | 2028             | 2021   | en cours | Geneviève Bergé |        | UDI    | Conseillère sortante                                        |
| 2021             | 2028             | 2021   | en cours | Charles Pélanne |        | DVD    | Conseiller sortant, Vice-Président du conseil départemental |

### Résultats détaillés

#### Élections de mars 2015
À l'issue du 1er tour des élections départementales de 2015, deux binômes sont en ballottage : Geneviève Berge et Charles Pelanne (UDI, 47,41 %) et Michel Chantre et Jocelyne Robesson (PS, 41,9 %). Le taux de participation est de 56,5 % (11 180 votants sur 19 787 inscrits) contre 52,8 % au niveau départemental et 50,17 % au niveau national.
Au second tour, Geneviève Berge et Charles Pelanne (UDI) sont élus avec 53,23 % des suffrages exprimés et un taux de participation de 58,97 % (5 737 voix pour 11 668 votants et 19 788 inscrits).

#### Élections de juin 2021
Le premier tour des élections départementales de 2021 est marqué par un très faible taux de participation (33,26 % au niveau national). Dans le canton des Terres des Luys et Coteaux du Vic-Bilh, ce taux de participation est de 44 % (9 134 votants sur 20 761 inscrits) contre 38,82 % au niveau départemental. À l'issue de ce premier tour, deux binômes sont en ballottage : Geneviève Berge et Charles Pelanne (DVD, 44,74 %) et Karine Laplace Noble et Benoît Monplaisir (DVG, 36,44 %).
Le second tour des élections est marqué une nouvelle fois par une abstention massive équivalente au premier tour. Les taux de participation sont de 34,36 % au niveau national, 40,13 % dans le département et 44,79 % dans le canton des Terres des Luys et Coteaux du Vic-Bilh. Geneviève Berge et Charles Pelanne (DVD) sont élus avec 56,75 % des suffrages exprimés (4 962 voix pour 9 300 votants et 20 764 inscrits),,.

## Composition
Le canton des Terres des Luys et Coteaux du Vic-Bilh comprend soixante-douze communes entières.
| Nom                                               | Code Insee | Intercommunalité     | Superficie (km2) | Population (dernière pop. légale) | Densité (hab./km2) | Modifier                                    |
| ------------------------------------------------- | ---------- | -------------------- | ---------------- | --------------------------------- | ------------------ | ------------------------------------------- |
| Serres-Castet (bureau centralisateur)             | 64519      | CC des Luys en Béarn | 13,71            | 4 411 (2022)                      | 322                | modifier les données · modifier les données |
| Anoye                                             | 64028      | CC du Nord-Est Béarn | 9,65             | 134 (2022)                        | 14                 | modifier les données · modifier les données |
| Argelos                                           | 64043      | CC des Luys en Béarn | 6,01             | 274 (2022)                        | 46                 | modifier les données · modifier les données |
| Arricau-Bordes                                    | 64052      | CC du Nord-Est Béarn | 8,10             | 105 (2022)                        | 13                 | modifier les données · modifier les données |
| Arrosès                                           | 64056      | CC du Nord-Est Béarn | 9,64             | 136 (2022)                        | 14                 | modifier les données · modifier les données |
| Astis                                             | 64070      | CC des Luys en Béarn | 3,16             | 350 (2022)                        | 111                | modifier les données · modifier les données |
| Aubin                                             | 64073      | CC des Luys en Béarn | 5,84             | 266 (2022)                        | 46                 | modifier les données · modifier les données |
| Aubous                                            | 64074      | CC des Luys en Béarn | 3,78             | 45 (2022)                         | 12                 | modifier les données · modifier les données |
| Auga                                              | 64077      | CC des Luys en Béarn | 4,03             | 185 (2022)                        | 46                 | modifier les données · modifier les données |
| Auriac                                            | 64078      | CC des Luys en Béarn | 5,23             | 234 (2022)                        | 45                 | modifier les données · modifier les données |
| Aurions-Idernes                                   | 64079      | CC du Nord-Est Béarn | 6,32             | 108 (2022)                        | 17                 | modifier les données · modifier les données |
| Aydie                                             | 64084      | CC des Luys en Béarn | 7,86             | 134 (2022)                        | 17                 | modifier les données · modifier les données |
| Baliracq-Maumusson                                | 64090      | CC des Luys en Béarn | 6,06             | 117 (2022)                        | 19                 | modifier les données · modifier les données |
| Bassillon-Vauzé                                   | 64098      | CC du Nord-Est Béarn | 4,96             | 65 (2022)                         | 13                 | modifier les données · modifier les données |
| Bétracq                                           | 64118      | CC du Nord-Est Béarn | 4,70             | 48 (2022)                         | 10                 | modifier les données · modifier les données |
| Boueilh-Boueilho-Lasque                           | 64141      | CC des Luys en Béarn | 17,35            | 391 (2022)                        | 23                 | modifier les données · modifier les données |
| Bournos                                           | 64146      | CC des Luys en Béarn | 5,74             | 341 (2022)                        | 59                 | modifier les données · modifier les données |
| Burosse-Mendousse                                 | 64153      | CC des Luys en Béarn | 5,62             | 81 (2022)                         | 14                 | modifier les données · modifier les données |
| Cadillon                                          | 64159      | CC du Nord-Est Béarn | 5,37             | 103 (2022)                        | 19                 | modifier les données · modifier les données |
| Carrère                                           | 64167      | CC des Luys en Béarn | 6,61             | 217 (2022)                        | 33                 | modifier les données · modifier les données |
| Castetpugon                                       | 64180      | CC des Luys en Béarn | 7,49             | 213 (2022)                        | 28                 | modifier les données · modifier les données |
| Castillon                                         | 64182      | CC du Nord-Est Béarn | 4,72             | 78 (2022)                         | 17                 | modifier les données · modifier les données |
| Caubios-Loos                                      | 64183      | CC des Luys en Béarn | 7,20             | 675 (2022)                        | 94                 | modifier les données · modifier les données |
| Claracq                                           | 64190      | CC des Luys en Béarn | 9,87             | 237 (2022)                        | 24                 | modifier les données · modifier les données |
| Conchez-de-Béarn                                  | 64192      | CC des Luys en Béarn | 4,49             | 112 (2022)                        | 25                 | modifier les données · modifier les données |
| Corbère-Abères                                    | 64193      | CC du Nord-Est Béarn | 7,08             | 95 (2022)                         | 13                 | modifier les données · modifier les données |
| Coslédaà-Lube-Boast                               | 64194      | CC du Nord-Est Béarn | 13,92            | 376 (2022)                        | 27                 | modifier les données · modifier les données |
| Crouseilles                                       | 64196      | CC du Nord-Est Béarn | 7,90             | 119 (2022)                        | 15                 | modifier les données · modifier les données |
| Diusse                                            | 64199      | CC des Luys en Béarn | 5,31             | 144 (2022)                        | 27                 | modifier les données · modifier les données |
| Doumy                                             | 64203      | CC des Luys en Béarn | 6,39             | 327 (2022)                        | 51                 | modifier les données · modifier les données |
| Escurès                                           | 64210      | CC du Nord-Est Béarn | 4,18             | 143 (2022)                        | 34                 | modifier les données · modifier les données |
| Garlède-Mondebat                                  | 64232      | CC des Luys en Béarn | 8,65             | 219 (2022)                        | 25                 | modifier les données · modifier les données |
| Garlin                                            | 64233      | CC des Luys en Béarn | 18,30            | 1 331 (2022)                      | 73                 | modifier les données · modifier les données |
| Gayon                                             | 64236      | CC du Nord-Est Béarn | 3,95             | 55 (2022)                         | 14                 | modifier les données · modifier les données |
| Gerderest                                         | 64239      | CC du Nord-Est Béarn | 6,56             | 140 (2022)                        | 21                 | modifier les données · modifier les données |
| Lalongue                                          | 64307      | CC du Nord-Est Béarn | 7,94             | 199 (2022)                        | 25                 | modifier les données · modifier les données |
| Lalonquette                                       | 64308      | CC des Luys en Béarn | 5,32             | 251 (2022)                        | 47                 | modifier les données · modifier les données |
| Lannecaube                                        | 64311      | CC du Nord-Est Béarn | 8,67             | 144 (2022)                        | 17                 | modifier les données · modifier les données |
| Lasclaveries                                      | 64321      | CC des Luys en Béarn | 6,13             | 248 (2022)                        | 40                 | modifier les données · modifier les données |
| Lasserre                                          | 64323      | CC du Nord-Est Béarn | 4,23             | 114 (2022)                        | 27                 | modifier les données · modifier les données |
| Lembeye                                           | 64331      | CC du Nord-Est Béarn | 8,39             | 804 (2022)                        | 96                 | modifier les données · modifier les données |
| Lème                                              | 64332      | CC des Luys en Béarn | 6,72             | 168 (2022)                        | 25                 | modifier les données · modifier les données |
| Lespielle                                         | 64337      | CC du Nord-Est Béarn | 7,11             | 152 (2022)                        | 21                 | modifier les données · modifier les données |
| Luc-Armau                                         | 64356      | CC du Nord-Est Béarn | 5,85             | 106 (2022)                        | 18                 | modifier les données · modifier les données |
| Lucarré                                           | 64357      | CC du Nord-Est Béarn | 3,32             | 64 (2022)                         | 19                 | modifier les données · modifier les données |
| Lussagnet-Lusson                                  | 64361      | CC du Nord-Est Béarn | 6,74             | 184 (2022)                        | 27                 | modifier les données · modifier les données |
| Mascaraàs-Haron                                   | 64366      | CC des Luys en Béarn | 8,76             | 112 (2022)                        | 13                 | modifier les données · modifier les données |
| Maspie-Lalonquère-Juillacq                        | 64369      | CC du Nord-Est Béarn | 10,76            | 238 (2022)                        | 22                 | modifier les données · modifier les données |
| Miossens-Lanusse                                  | 64385      | CC des Luys en Béarn | 9,16             | 281 (2022)                        | 31                 | modifier les données · modifier les données |
| Monassut-Audiracq                                 | 64389      | CC du Nord-Est Béarn | 9,92             | 372 (2022)                        | 38                 | modifier les données · modifier les données |
| Moncaup                                           | 64390      | CC du Nord-Est Béarn | 11,35            | 154 (2022)                        | 14                 | modifier les données · modifier les données |
| Moncla                                            | 64392      | CC des Luys en Béarn | 5,83             | 85 (2022)                         | 15                 | modifier les données · modifier les données |
| Monpezat                                          | 64394      | CC du Nord-Est Béarn | 3,48             | 81 (2022)                         | 23                 | modifier les données · modifier les données |
| Mont-Disse                                        | 64401      | CC des Luys en Béarn | 5,35             | 81 (2022)                         | 15                 | modifier les données · modifier les données |
| Montardon                                         | 64399      | CC des Luys en Béarn | 8,42             | 2 420 (2022)                      | 287                | modifier les données · modifier les données |
| Mouhous                                           | 64408      | CC des Luys en Béarn | 3,30             | 69 (2022)                         | 21                 | modifier les données · modifier les données |
| Navailles-Angos                                   | 64415      | CC des Luys en Béarn | 14,22            | 1 547 (2022)                      | 109                | modifier les données · modifier les données |
| Peyrelongue-Abos                                  | 64446      | CC du Nord-Est Béarn | 8,66             | 146 (2022)                        | 17                 | modifier les données · modifier les données |
| Portet                                            | 64455      | CC des Luys en Béarn | 7,89             | 162 (2022)                        | 21                 | modifier les données · modifier les données |
| Pouliacq                                          | 64456      | CC des Luys en Béarn | 3,41             | 50 (2022)                         | 15                 | modifier les données · modifier les données |
| Ribarrouy                                         | 64464      | CC des Luys en Béarn | 2,27             | 81 (2022)                         | 36                 | modifier les données · modifier les données |
| Saint-Jean-Poudge                                 | 64486      | CC des Luys en Béarn | 3,93             | 74 (2022)                         | 19                 | modifier les données · modifier les données |
| Samsons-Lion                                      | 64503      | CC du Nord-Est Béarn | 5,03             | 95 (2022)                         | 19                 | modifier les données · modifier les données |
| Sauvagnon                                         | 64511      | CC des Luys en Béarn | 16,74            | 3 542 (2022)                      | 212                | modifier les données · modifier les données |
| Séméacq-Blachon                                   | 64517      | CC du Nord-Est Béarn | 10,92            | 156 (2022)                        | 14                 | modifier les données · modifier les données |
| Sévignacq                                         | 64523      | CC des Luys en Béarn | 17,43            | 796 (2022)                        | 46                 | modifier les données · modifier les données |
| Simacourbe                                        | 64524      | CC du Nord-Est Béarn | 11,08            | 422 (2022)                        | 38                 | modifier les données · modifier les données |
| Tadousse-Ussau                                    | 64532      | CC des Luys en Béarn | 4,73             | 73 (2022)                         | 15                 | modifier les données · modifier les données |
| Taron-Sadirac-Viellenave                          | 64534      | CC des Luys en Béarn | 13,86            | 171 (2022)                        | 12                 | modifier les données · modifier les données |
| Thèze                                             | 64536      | CC des Luys en Béarn | 7,93             | 890 (2022)                        | 112                | modifier les données · modifier les données |
| Vialer                                            | 64552      | CC des Luys en Béarn | 7,29             | 146 (2022)                        | 20                 | modifier les données · modifier les données |
| Viven                                             | 64560      | CC des Luys en Béarn | 3,63             | 175 (2022)                        | 48                 | modifier les données · modifier les données |
| Canton des Terres des Luys et Coteaux du Vic-Bilh | 6425       |                      | 541,52           | 26 862 (2022)                     | 50                 | modifier les données                        |

## Démographie
En 2022, le canton comptait 26 862 habitants, en évolution de +3,26 % par rapport à 2016 (Pyrénées-Atlantiques : +3,78 %, France hors Mayotte : +2,11 %).
| 2013   | 2018   | 2022   |
| ------ | ------ | ------ |
| 25 428 | 26 237 | 26 862 |